# چالی‌دره (گوله)
چالی‌دره (به ترکی استانبولی: Çalıdere، به ارمنی: Մեխկերեկ) یک منطقهٔ مسکونی در ترکیه است که در گوله (شهر) واقع شده‌است.